# Grotowice (Opole)

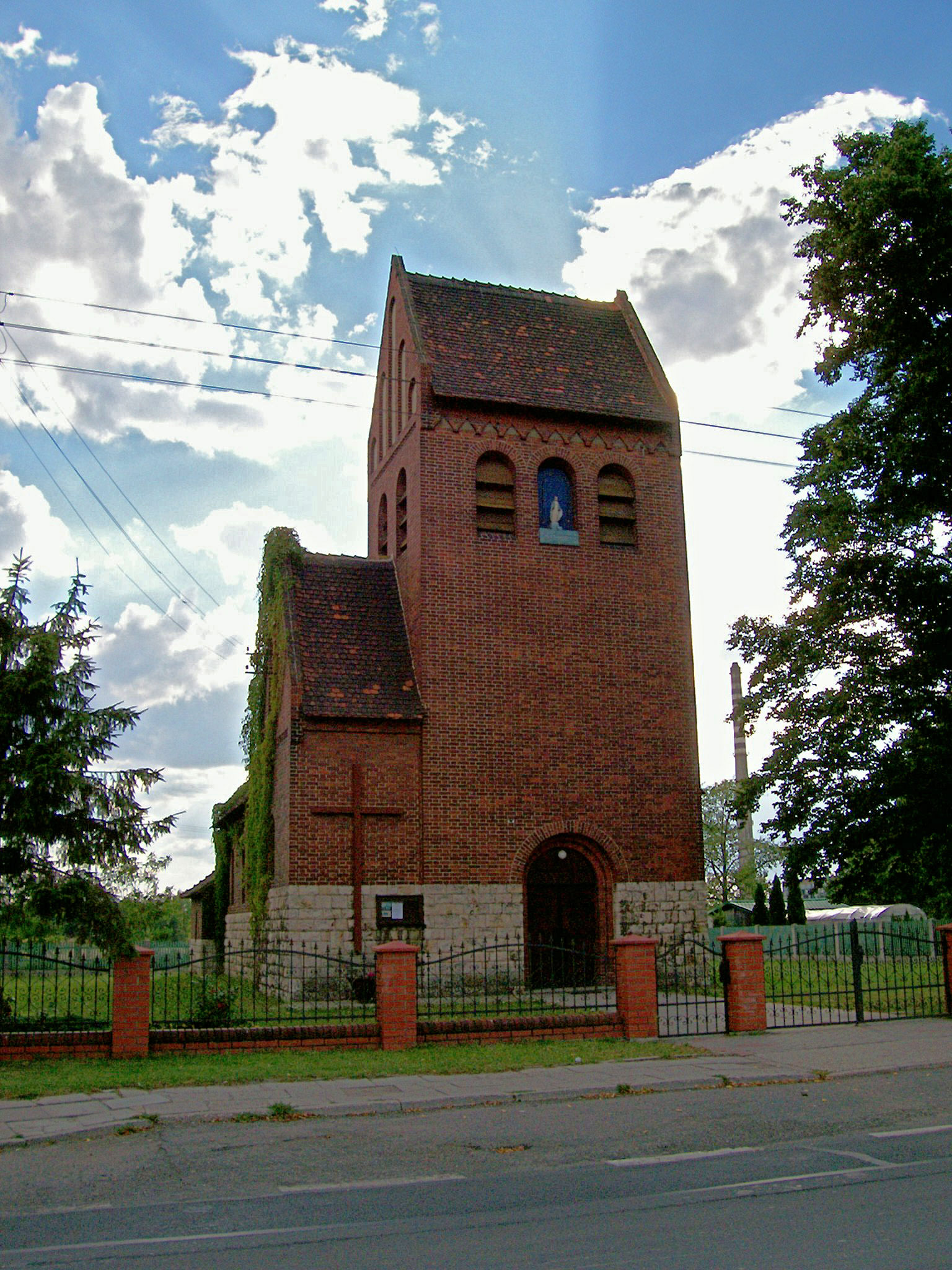
Kościół pw. NMP Królowej Polski

Grotowice (niem. Gräfenort) - dawniej wieś między Opolem a Krapkowicami nad Odrą, obecnie najdalej wysunięta na południe dzielnica Opola, wraz z osiedlem Metalchem ok. 3,3 tys. mieszkańców.
Historia Grotowic sięga roku 1770, gdy na mocy edyktu króla Prus ustanowiono Gräfenort, czyli "hrabiowską miejscowość" lub "osadę hrabiego".
W roku 1772, po wykarczowaniu lasu na którego terenie miała powstać wieś, sprowadzono osadników niemieckich - około 20 rodzin - głównie z Frankonii, Hesji i Wirtembergii. Nazwa niemiecka dość szybko została przyjęta do języka polskiego jako Grewnot i była używana równolegle z urzędową nazwą Gräfenort. W czasie plebiscytu w 1921 roku 251 osób głosowało za Niemcami, a 25 za Polską. Od 1947 roku obowiązuje pseudopatronimiczna nazwa Grotowice (od nazwiska Grot). 30 października 1975 Grotowice stały się częścią Opola, choć mniejszą część (79 ha) Grotowic włączono do Opola już 1 października 1974.
Grotowice od północy sąsiadują z Groszowicami. Znany ośrodek przemysłu metalurgicznego Metalchem, spore osiedle mieszkaniowe na pograniczu dzielnicy z Groszowicami, stacja kolejowa Opole Grotowice oraz kościół filialny pw. NMP Królowej Polski (należący od 2009 do parafii Metalchem, wcześniej do parafii św. Katarzyny Aleksandryjskiej w Opolu-Groszowicach) - do 1945 r. będący własnością protestantów.
Dojazd autobusami miejskimi linii nr 7, 8, 12, N2. Ulica Oświęcimska stanowi fragment drogi wojewódzkiej nr 423.